# Luís Marques Mendes
Luís Manuel Gonçalves Marques Mendes (ur. 5 września 1957 w Guimarães) – portugalski polityk, prawnik i samorządowiec, poseł do Zgromadzenia Republiki, minister, przewodniczący Partii Socjaldemokratycznej (PSD) w latach 2005–2007.

## Życiorys
Ukończył studia prawnicze na Uniwersytecie w Coimbrze, uzyskał uprawnienia adwokata. Pracował m.in. w administracji dystryktu Braga. Był członkiem młodzieżówki PSD, członkiem miejskiej egzekutywy i wiceburmistrzem (1977–1985) gminy Fafe, jak również przewodniczącym rady miejskiej w Oeiras (1997–2005). W rządach Aníbala Cavaco Silvy pełnił początkowo obowiązki zastępcy sekretarza stanu i sekretarza stanu, zaś w XII rządzie konstytucyjnym od 1992 do 1995 był ministrem delegowanym.
W 1987 po raz pierwszy wybrany na deputowanego do Zgromadzenia Republiki. Ponownie posłem został w 1995, reelekcję uzyskiwał w 1995, 1999, 2002 i 2005, reprezentując okręgu wyborcze Braga lub Aveiro. W latach 1996–1999 stał na czele klubu parlamentarnego PSD. Od 2002 do 2004 był ministrem ds. parlamentarnych w XV rządzie konstytucyjnym, którym kierował José Manuel Barroso.
W kwietniu 2005 podczas kongresu PSD w Pombal został wybrany na jej przewodniczącego, zastępując na tym stanowisku Pedra Santanę Lopesa. We wrześniu 2007 w wyniku wewnątrzpartyjnych wyborów bezpośrednich na tej funkcji zastąpił go Luís Filipe Menezes. Przeszedł wówczas do pracy w sektorze prywatnym. Od 2011 powoływany w skład Rady Państwa, organu doradczego przy prezydencie.
Odznaczony Krzyżem Wielkim Orderu Infanta Henryka (2008). W 2011 wydał książkę Estado em que Estamos, w której opowiedział się za koniecznością wprowadzenia rządów większościowych w Portugalii i wzmocnieniem roli prezydenta.